# Callipallene longicoxa
Callipallene longicoxa is een zeespin uit de familie Callipallenidae. De soort behoort tot het geslacht Callipallene. Callipallene longicoxa werd in 1955 voor het eerst wetenschappelijk beschreven door Stock. 